# Mary Cartwright

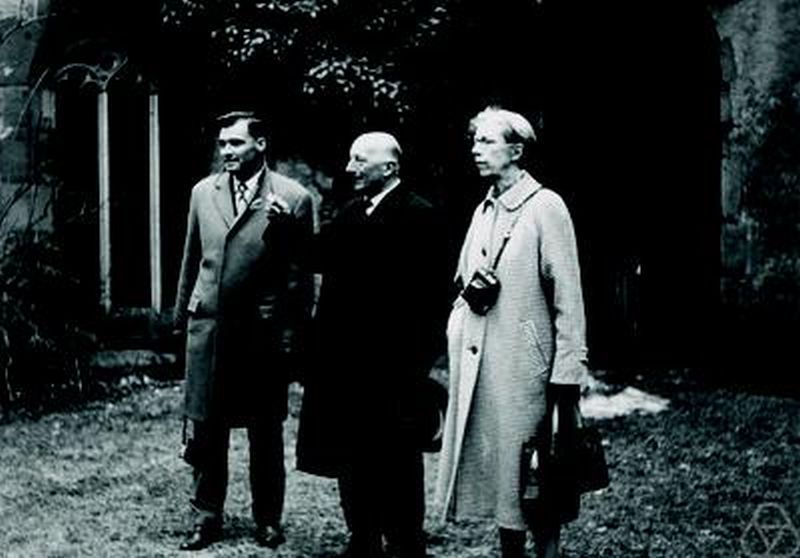
Mary Cartwright mit Dieter Gaier (links), Edward Collingwood

Dame Mary Lucy Cartwright (* 17. Dezember 1900 in Aynho in Northamptonshire; † 3. April 1998 in Cambridge) war eine englische Mathematikerin, die sich mit Funktionentheorie und Differentialgleichungen beschäftigte.

## Leben und Werk
Cartwright begann 1919 am St Hugh’s College der Universität Oxford ihr Mathematikstudium, wo sie unter anderem bei Godfrey Harold Hardy studierte. 1923 machte sie dort ihren Abschluss mit Bestnoten. Sie arbeitete dann eine Weile als Schullehrerin an der Alice Ottley School in Worcester und der Wycombe Abbey School in Buckinghamshire, bevor sie 1928 nach Oxford zurückkehrte, wo sie bei Hardy und (als dieser nach Princeton ging) von Edward Charles Titchmarsh 1930 promoviert wurde mit einer Arbeit über die Nullstellen ganzer Funktionen. Ihr Examinator war John Edensor Littlewood, mit dem sie später eng zusammenarbeitete. 1930 war sie Yarrow Research Fellow am Girton College in Cambridge, wo sie Vorlesungen von Littlewood besuchte und eines der von ihm gestellten Probleme löste (Cartwrights Theorem über den maximalen Betrag einer analytischen Funktion, die Werte in der Einheitskreisscheibe höchstens {\displaystyle p}-mal annimmt).
1934 wurde sie auf Empfehlung von Littlewood und Hardy Assistent Lecturer, 1935 Lecturer und 1936 Director of Studies am Girton College.
1938 begann ihre lange Zusammenarbeit mit Littlewood über nichtlineare Differentialgleichungen, die sich aus Anfrage des Radio Research Board in Zusammenarbeit mit elektromagnetischen Problemen ergaben (Radiowellen, Radar). Dabei entdeckten sie eine große Sensibilität der Lösungen bezüglich kleinen Änderungen der Anfangsbedingungen, was später in der Chaostheorie als „Schmetterlingseffekt“ popularisiert wurde. 1948 wurde sie Mistress des Girton College und 1959 zusätzlich Reader in Funktionentheorie, was sie bis zu ihrer Emeritierung 1968 blieb. Danach nahm sie noch häufig Gastprofessuren an, beispielsweise 1968/69 an der Brown University und 1969/70 in Polen.

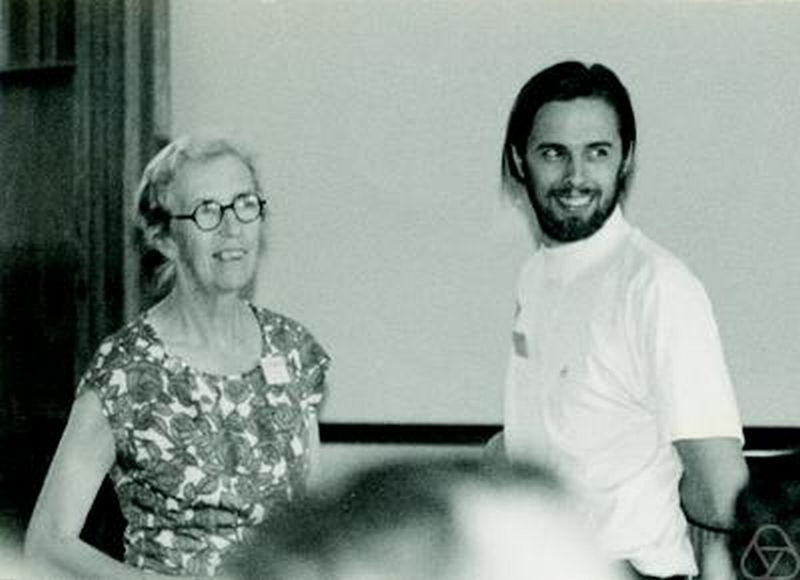
Cartwright (links) mit Charles Pugh, Nizza 1970

1947 wurde sie (als erste Mathematikerin) als Mitglied („Fellow“) in die Royal Society aufgenommen. Sie war auch von 1955 bis 1957 im Council der Royal Society und erhielt 1964 deren Sylvester-Medaille. 1961/62 war sie Präsidentin der London Mathematical Society, deren De-Morgan-Medaille sie 1968 erhielt. 1968 wurde sie zum Ehrenmitglied (Honorary Fellow) der Royal Society of Edinburgh gewählt. 1969 wurde sie von der britischen Königin als Dame Commander des Order of the British Empire (DBE) geadelt und führte seitdem den Namenszusatz „Dame“.

## Belege
1. ↑  Eintrag zu Cartwright; Dame; Mary Lucy (1900–1998) im Archiv der Royal Society, London
2. ↑  Fellows Directoty. Biographical Index: Former RSE Fellows 1783–2002. (PDF) Royal Society of Edinburgh, archiviert vom Original (nicht mehr online verfügbar) am 18. September 2020; abgerufen am 16. Oktober 2019.

| Personendaten    | Personendaten            |
| ---------------- | ------------------------ |
| NAME             | Cartwright, Mary         |
| ALTERNATIVNAMEN  | Cartwright, Mary Lucy    |
| KURZBESCHREIBUNG | englische Mathematikerin |
| GEBURTSDATUM     | 17. Dezember 1900        |
| GEBURTSORT       | Aynho                    |
| STERBEDATUM      | 3. April 1998            |
| STERBEORT        | Cambridge                |